# Ulica Sokolska w Krakowie
Ulica Sokolska – ulica w Krakowie, w dzielnicy XIII Podgórze, w Podgórzu.
Łączy ulicę Władysława Wareńczyka z okolicami ulicy Legionów Józefa Piłsudskiego. Jest jednojezdniowa.

## Historia
Ulica w obecnym kształcie została wytyczona w latach dziewięćdziesiątych XIX wieku na terenie zasypanego średniowiecznego stawu królewskiego. Wtedy też otrzymała obecną nazwę, mającą związek z wybudowanym w 1893 roku gmachem Towarzystwa Gimnastycznego „Sokół”, z charakterystyczną, nieistniejącą już dziś wieżą.

## Zabudowa
- ul. Sokolska 13 – budynek dawnej Szkoły Podstawowej Męskiej nr 24, obecnie główna siedziba Centrum Kultury Podgórza, wpisany do rejestru zabytków
- ul. Sokolska 17 – gmach Towarzystwa Gimnastcznego „Sokół”. Projektował Józef Kryłowski, 1893.

Opracowano na podstawie źródła: Gminnej ewidencji zabytków – Kraków.

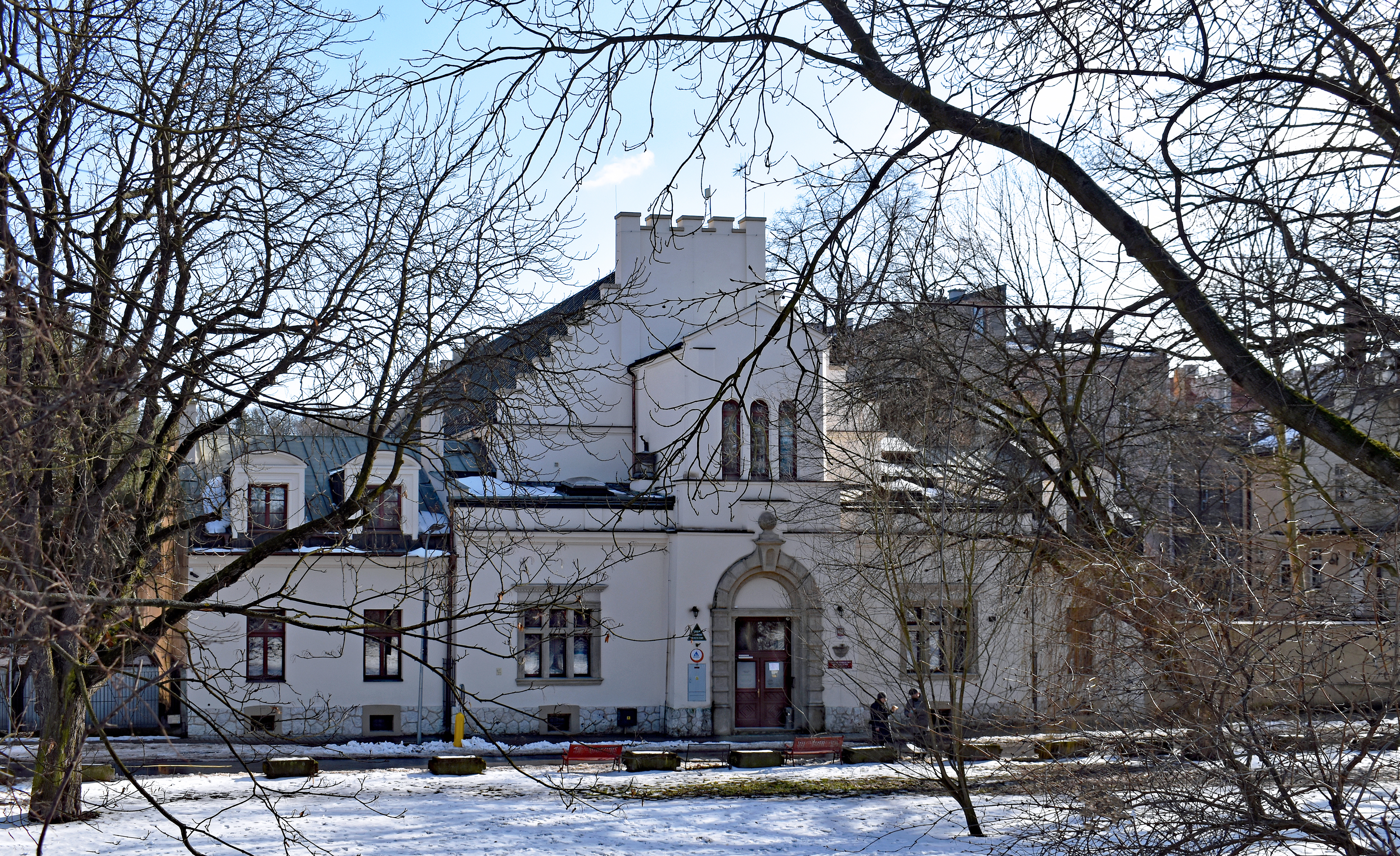
ul. Sokolska 17 Podgórska sokolnia.